# Rinzwind
Rinzwind is een personage uit de Schijfwereld, bedacht door de Britse fantasy-schrijver Terry Pratchett.

## Octavo
Rinzwind is een mislukte student van de Gesloten Universiteit, de toverhogeschool van Ankh-Meurbork. Tijdens zijn opleiding keek hij stiekem in het machtigste toverboek ter wereld, de Octavo. Op dat moment sprong een van de acht hoofdbezweringen uit het boek om zich in Rinzwind's hoofd te nestelen, waar het jaren bleef zitten. Door de aanwezigheid van deze Achtste Bezwering kon Rinzwind's hoofd geen enkele andere toverspreuk bevatten; andere, minderwaardige spreuken werden als het ware weggejaagd door de aanwezigheid van de ene almachtige. Pas toen hij na diverse avonturen de bezwering samen met de andere zeven moest opzeggen om de wereld te redden werd hij ervan verlost.

## Tweebloesem
Hoewel hij eigenlijk een saai en rustig leven wil, wordt hij telkens weer meegesleept in bloedstollende avonturen in verre oorden, met formidabele tegenstanders, ijzingwekkende monsters en vele hachelijke situaties. Hij heeft De Dood, letterlijk, al vele malen in het gezicht gezien maar weet deze telkens weer te ontlopen, dankzij een hardnekkige overlevingsdrang en heel veel geluk.
Zijn eerste avontuur beleeft hij met de Agatese toerist Tweebloesem, met wie hij het brandende Ankh-Meurbork ontvlucht, door de lucht vliegt, helden ontmoet en zelfs over de rand van de wereld valt. Maar na nog wat onplezierige ontmoetingen met dryaden, draken, huurlingen, trollen, tovenaars en zelfs Bel-Sjamharoth de Zieleneter, komen beiden toch weer veilig thuis. Hier neemt Tweebloesem afscheid en krijgt Rinzwind van hem De Bagage.
Hij vlucht met de Hoed der Hoeden tijdens het bewind van Munt het Betoverkind, ontmoet Tweebloesem weer tijdens zijn onvrijwillige reis naar het Agatese Rijk en belandt uiteindelijk zelfs op Continent XXXX.

## Rinzwind en zijn leven
De Dood heeft al opgemerkt dat Rinzwind niet zomaar vele malen zijn avonturen heeft overleefd. Zijn zandloper (waarvan de Dood er een heeft voor elke bewoner op de schijfwereld en die aangeeft hoeveel leven iemand nog over heeft) wordt beschreven als iets dat gemaakt kon zijn door 'een glasblazer die de hik had in een tijdmachine'. Het uurglas is zeer vervormd en het zand stroomt alle kanten op. Zelfs de Dood kan niet vertellen hoe oud Rinzwind is en wanneer hij zal sterven. Iets probeert de jonge tovenaar in leven te houden.
Rinzwind is de uitverkorene van de Vrouwe (the Lady in het Engels), wat verklaart waarom hij constant in zoveel gevaarlijke situaties terechtkomt. Het liefst zou Rinzwind een zo saai mogelijk leven hebben, maar dat zit er niet in en dus moet hij overal vandaan rennen.
In wegrennen is Rinzwind erg goed geworden. Terwijl de meeste tovenaars rondbuikig en traag zijn, is Rinzwind mager en in een goede conditie. Een van Rinzwinds filosofische gezegdes is dat het niet uitmaakt waar je naartoe rent, het gaat erom waar je van weg rent. Als dat nog erger is, kun je daar ook weer van weg rennen, is Rinzwinds conclusie. Hij is laf, maar, wat Rinzwind belangrijker vindt, ook nog in leven.

## Trivia
- Als inwonende student op de Gesloten Universiteit had hij kamernummer 7a (het magische nummer 8 wordt door tovenaars niet uitgesproken).
- Rinzwind heeft een talenknobbel: hij spreekt onder andere Hoog Borograafs, Chimerisch, Sumtri, Trobj, Vangelmeschts en Zwart Oroogu.
- Zijn sterrenbeeld is Oersaaie Hoopje Zwakke Sterren.

## Boeken met Rinzwind
- De Kleur van Toverij
- Dat wonderbare licht
- Dunne Hein
- Betoverkind
- Faust Erik
- Interessante Tijden
- Het Jongste Werelddeel
- The Last Hero